# Производство фильма «Хранители»
«Храни́тели» (англ. Watchmen) — американский супергеройский фильм, основанный на одноимённом комиксе от сценариста Алана Мура, художника Дэйва Гиббонса и колориста Джона Хиггинса, выпускавшемся издательством DC Comics с 1986 по 1987 год. В 1986 году продюсер Лоуренс Гордон купил права на экранизацию. Почти двадцать лет проект пребывал в производственном аду, за это время сменилось четыре студии и множество режиссёров и сценаристов. В 2006 году компания Warner Bros. назначила на должность режиссёра «Хранителей» Зака Снайдера, который в тот момент времени работал над экранизацией другого комикса. Съёмки начались в 2007 году, и после заключения сделок с другими задействованными ранее студиями — Paramount Pictures, разделившей права на прокат, и 20th Century Fox, которой вследствие судебных разбирательств пришлось заплатить процент от кассовых сборов, — премьера «Хранителей» всё же состоялась в марте 2009 года.

## Предыстория

### Неудачные попытки адаптации
В августе 1986 года, ещё до публикации первого выпуска комикса «Хранители», продюсер Лоуренс Гордон купил права на экранизацию для студии 20th Century Fox, а к работе присоединился продюсер Джоэл Сильвер. Fox попросила автора комикса Алана Мура написать сценарий, но тот отказался, и студия наняла Сэма Хэмма. 9 сентября 1988 года Хэмм представил первый черновик сценария, но сказал, что адаптировать 338-страничный комикс с девятью панелями на страницу в формат 128-страничного сценария было непросто. Он переписал сложную концовку «Хранителей», сделав её «более удобной» и включив в неё убийство и временной парадокс. В 1991 году Fox отказалась от реализации проекта, и Гордон стал работать с новой компанией Largo International, в то время как Fox оставила за собой права на прокат. Хотя Largo закрылась спустя три года, продюсер пообещал Fox привлечь их к работе в случае её возобновления.
Гордон и Сильвер стали разрабатывать проект под началом Warner Bros., материнской компании DC Comics, а на должность режиссёра был выбран Терри Гиллиам. Недовольный степенью детализации персонажей в сценарии Хэмма, Гиллиам попросил Чарльза Маккьюэна его переписать. Во втором варианте сценария, авторами которого значились Гиллиам, Уоррен Скаарен и Хэмм (но не Маккьюэн), дневник Роршаха был представлен в виде закадрового голоса и присутствовали сцены из комикса, которые Хэмм решил убрать. По словам художника «Хранителей» Дэйва Гиббонса, съёмки должны были пройти на площадке Pinewood Studios. Продюсеры хотели, чтобы Роршаха сыграл Робин Уильямс, Шёлковую Тень — Джейми Ли Кёртис, Ночную Сову — Ричард Гир или Кевин Костнер, а Доктора Манхэттена — Арнольд Шварценеггер. Кроме того, одно время Роршаха хотел сыграть Дэвид Боуи. Поскольку на предыдущие проекты Гиллиама и Сильвера — «Приключения барона Мюнхгаузена» и «Крепкий орешек 2» — было потрачено больше денег, чем положено, на «Хранителей» им выделили лишь $ 25 млн, всего четверть от необходимого бюджета. В результате Гиллиам покинул проект, решив, что комикс невозможно экранизировать. «Сжимать [историю] до формата двух- или двух с половиной часового фильма […] для меня сродни игнорированию самой сути „Хранителей“», — объяснил он. Когда от проекта отказалась Warner Bros., Гордон предложил Гиллиаму дальше развивать проект как независимый. Режиссёр вновь отказался, посчитав, что будет лучше снять пятичасовой мини-сериал.
[«Хранители»] всегда считались слишком мрачными, слишком сложными, слишком «умными». А [после терактов 11 сентября 2001-го] мир изменился. Я считаю, что новый глобальный климат наконец-то встретился с видением Алана Мура из 1986-го. Сейчас идеальное время для создания этого фильма.
В октябре 2001 года Гордон и Universal Pictures заключили с Дэвидом Хейтером «договор на семизначную сумму», назначив его сценаристом и режиссёром «Хранителей». Хейтер надеялся начать съёмки в начале 2002 года, но свой черновик сценария представил только в июле. В мае 2003 года Хейтер заявил, что Алан Мур одобрил его проект, несмотря на недовольство Мура с самого момента начала работы. В июле 2003 года продюсер «Хранителей» Ллойд Левин объявил, что Хейтер завершил работу над сценарием, и назвал его «отличной адаптацией […] полностью соответствующей комиксу». Хейтер даже снял тестовый ролик, в котором Ночную Сову сыграл Иэн Глен, а Роршаха — Рэй Стивенсон. Однако Хейтер и продюсеры разорвали отношения с Universal из-за творческих разногласий, и в октябре 2003 года Гордон и Левин заинтересовались в продолжении работы уже совместно с Revolution Studios. Они планировали снять фильм в Праге, но Revolution Studios от реализации проекта также отказалась.
В июле 2004 года компания Paramount Pictures объявила о разработке «Хранителей» и надеялась привлечь к режиссуре Даррена Аронофски. Он должен был снять фильм по сценарию Хейтера. К Гордону и Левину присоединился партнёр Аронофски Эрик Уотсон. В конечном итоге Аронофски отказался, сосредоточившись на фильме «Фонтан», и Paramount выбрала ему на замену Пола Гринграсса, наметив дату премьеры на лето 2006 года. Гринграсс решил перенести действие из 1980-х годов в середину 2000-х. В это время Джуд Лоу и Том Круз рассматривались на роль Озимандии. Гринграсс также хотел, чтобы Роршаха сыграл Пэдди Консидайн, Дэна Драйберга — Хоакин Феникс, а Лори Юпитер — Хилари Суэнк. Для продвижения ленты Paramount создала ныне не существующий сайт, на котором присутствовали форум и возможность скачать обои для рабочего стола. Художник-график Тристан Шейн разработал дизайн Доктора Манхэттена, у которого были отчётливо видны внутренности. Гиллиаму понравился отредактированный Гринграссом сценарий Хейтера, но он усомнился в том, что студия одобрит столь мрачный фильм. В марте 2005 года на фоне слухов об отмене многих крупных проектов (в том числе «Хранителей») генеральный директор Paramount Дональд Де Лайн решил сократить бюджет ленты во избежание её отмены. Когда Paramount возглавил Брэй Грей, Левин испугался, что бюджет урежут, и решил снимать проект за пределами Великобритании в целях экономии средств. Он не успел приступить к съёмкам из-за того, что и Paramount отказалась от фильма.
В октябре 2005 года Гордон и Левин вновь вступили в переговоры с Warner Bros.. В декабре компания всё же решила снимать фильм, но Гринграсс уже не был режиссёром, а сценарий Хейтера был отложен в «долгий ящик». Несмотря на это, Хейтер выразил надежду на то, что Warner Bros. использует его сценарий и что он сможет снять свой «проект мечты».

### Успешная работа
После того как Warner Bros. вновь присоединилась к работе, студия заявила, что Paramount не возместила в полной мере затраты Universal на фильм и, как следствие, не имела юридических претензий на права. После переговоров студии договорились о том, что Paramount получит 25 % от фильма и выпустит его за пределами Северной Америки. Какое-то время перспективой поставить ленту интересовался Тим Бёртон, который хотел взять на роль Комедианта Джонни Деппа, но вскоре переключился на другие проекты. Warner Bros., впечатлённая лентой Зака Снайдера «300 спартанцев», снятой по мотивам одноимённого комикса Фрэнка Миллера, предложила ему должность режиссёра «Хранителей». 23 июня 2006 года, после нескольких недель переговоров со Снайдером, студия официально объявила, что тот снимет фильм по сценарию Алекса Тсе. Взявший «всё самое лучшее» из первых черновиков Хейтера, сценарий Тсе обратился к оригинальному сеттингу времён Холодной войны. Warner Bros. была согласна на то, чтобы действие ленты происходило в 1980-х годах, но поначалу была против рейтинга «R», на котором настаивал Снайдер; режиссёр также принял решение включить в фильм вступительные титры, знакомящие зрителя с показанной в нём альтернативной историей США. Из одного из черновиков Хейтера Снайдер перенёс концовку с более понятным разъяснением деталей заговора в сюжете, поскольку считал, что это даст ему больше времени на раскрытие предыстории персонажей.
Я не стал обновлять [сеттинг 1985 года] по нескольким причинам. Никсон казался мне важной частью фильма. Его там немного, но [его образ] говорит о многом, [особенно о] сущности зла. В комиксе его описывают как неоднозначного — нельзя сказать, плохой он парень или хороший. Кроме того, реши я обновить эту деталь и раскрыть суть войны и террора, меня спросили бы, как я ко всему этому отношусь. А так вы сами решаете, как вам к этому относиться.
По словам Снайдера, он хотел перенести в фильм то обилие деталей, за счёт которого выделяется оригинал, в том числе все спрятанные на панелях комикса «пасхалки». Для этого Снайдер использовал комикс как раскадровку, делая на страницах заметки. Помимо первоисточника, на визуальный стиль также оказали влияние фильмы «Таксист» и «Семь». Чтобы сделать ленту более актуальной на тот момент времени, Снайдер акцентировал внимание на фигурирующих в сюжете исследованиях в области энергетики. На поздних этапах подготовки к съёмкам сценарию давали свою оценку Роберто Орси и Алекс Куртцман, однако Снайдер объяснял, что сценарий для студии — просто документ, а при съёмках он ориентировался на раскадровки.

## Съёмки
Снайдер планировал провести съёмки с июня по сентябрь 2007 года, но их старт был отложен до 17 сентября. Он требовал бюджет в размере $ 150 млн, однако Warner Bros. не хотела выделять более $ 100 млн; в конечном счёте бюджет картины составил приблизительно $ 120 млн. Съёмки проходили в Ванкувере, где были выстроены декорации Нью-Йорка. Интерьеры квартир и кабинетов снимались в павильонах, а для сцен на Марсе и в Антарктиде использовался хромакей. За визуальные эффекты отвечало десять студий, в том числе Sony Pictures Imageworks и Intelligent Creatures. В фильме присутствует 1100 кадров со спецэффектами, четверть из которых создана с помощью CGI.
Над дизайнами персонажей и костюмов для фильма работали художники комиксов Адам Хьюз и Джон Кэсседей. Съёмочная группа примерила костюмы в марте 2007 года. Ассоциативного продюсера «300 спартанцев» Уэсли Коллера, одетого в костюм Роршаха, Снайдер снял на видео и включил его в ролик, демонстрировавшийся перед «спартанцами». Снайдер намеревался бережно отнестись к образам из комикса, но при этом сделать образ Ночной Совы более устрашающим, а костюм Озимандии — похожим на древнеегипетские одеяния. В конечном счёте наиболее значительные изменения претерпели костюмы Озимандии, Ночной Совы и Шёлковой Тени — режиссёр считал, что «зрители не оценят простоту оригинальных нарядов. Так что пришлось попотеть, чтобы они […] выглядели современно — современно не для 2007 года, а с точки зрения супергеройской эстетики». Дизайнер костюмов Майкл Уилкинсон добавил, что задача состояла в том, чтобы сделать наряды реалистичными и надёжными, а костюм Ночной Совы должен был отражать увлечённость Дэна аэродинамикой. Кольчуга на нём напоминает оперение птицы. Снайдер хотел также, чтобы костюмы содержали «комментарий относительно многих нынешних мстителей в масках»: так, костюм Озимандии с детальным изображением мышц и сосков пародирует аналогичные костюмы из фильмов «Бэтмен навсегда» и «Бэтмен и Робин». Во время съёмок Снайдер вписывал в сценарий дополнительные диалоги, раскрывающие предыстории героев, чтобы сделать ленту более верной оригиналу.
Художник-постановщик Алекс Макдауэлл разработал дизайн командного пункта Никсона как дань уважения аналогичному помещению из фильма «Доктор Стрейнджлав, или Как я перестал бояться и полюбил бомбу». Художник также хотел, чтобы квартира Доктора Манхэттена, находящаяся в его лаборатории, выглядела как работа Maison Jansen, ведь по его словам, «сильные мира сего ничего не смыслят в искусстве, но им нужно сделать так, чтобы [Манхэттен] казался самым важным человеком в Америке». Для съёмок сцен в помещении декораторы разместили на съёмочной площадке работы четверых скульпторов из Канзас-Сити, о которых узнали через интернет. Съёмки завершились 19 февраля 2008 года.

## Завершение производства

### Музыкальное сопровождение
В ноябре 2007 года к написанию музыки для «Хранителей» приступил композитор Тайлер Бейтс. Перед этим он планировал каждый месяц на неделю приезжать на съёмочную площадку и работать, опираясь на черновой монтаж сцен. Снайдер и Бейтс черпали вдохновение из саундтреков таких фильмов 1980-х годов, как «Охотник на людей», «Бегущий по лезвию» и «Жить и умереть в Лос-Анджелесе». В те моменты, когда, по мнению композитора, требовалось больше элементов жанра эмбиент и музыки синтезатора, он чередовал Yamaha CS-80 и MOTM. Снайдер хотел, чтобы сцена спасения Ночной Совой и Шёлковой Тенью людей из горящего дома выглядела как традиционная сцена из супергеройского фильма, поэтому Бейтс использовал ритм «прямая бочка». В создании оркестровых тем принимали участие хор из 64 человек и ансамбль из 87 человек со студии Hollywood Studio Symphony.
Некоторые песни, упомянутые в комиксе, звучат и в фильме. По словам Бейтса, для него стало испытанием написание музыки, которая бы плавно переходила в эти знаменитые песни. Одна из них — «The Times They Are a-Changin’» Боба Дилана. Снайдер и Бейтс получили от певца разрешение на обработку песни для вступительных титров, чтобы она длилась не три минуты, а шесть. Группа My Chemical Romance, участники которой являются поклонниками комикса, перепела другую композицию Дилана, «Desolation Row», и их кавер звучит в первой половине финальных титров. Также в картине звучит две композиции из саундтрека к фильму «Койяанискаци» за авторством Филипа Гласса — ими сопровождается момент рождения Доктора Манхэттена.
24 февраля 2009 года лейблы Warner Sunset Records и Reprise Records выпустили два альбома с музыкой к «Хранителям» — Watchmen: Music from the Motion Picture и Watchmen: Original Motion Picture Score. Кроме того, 27 января вышла двенадцатидюймовая грампластинка, у которой на стороне A записан кавер на «Desolation Row» от My Chemical Romance, а на стороне B — композиция «Prison Fight», написанная Бейтсом для саундтрека. Обе композиции позднее появились в альбомах Music from the Motion Picture и Original Motion Picture Score соответственно. 24 марта 2009 года был выпущен набор из семи семидюймовых пластинок, в который также вошли «Desolation Row» в исполнении My Chemical Romance и тринадцать треков за авторством Бейтса.

### Монтаж
Первая версия монтажа фильма длилась три часа. Снайдер хотел уложиться в определённый хронометраж, стараясь сохранить все пасхалки из комикса, «но [студия] всё твердила: „Нет. Длина, длина, длина. Удобство“. Что бы это ни значило. Я слишком на этом зациклился, ведь, честно признаться, я так же, как и любой другой гик, схожу с ума от мелких деталей. То есть мне говорят: „Надо резать. Ну не к месту этот кадр с вывеской над гаражом Холлиса Мейсона“. А я отвечаю: „Вы что несёте? Ещё как к месту. Совсем спятили? Как же люди будут наслаждаться фильмом без подобных вещей?“ Это и стало для меня испытанием». Снайдер сократил хронометраж фильма до 162 минут и понял, что ещё можно сделать: вырезать сцену убийства Холлиса Мейсона, первой Ночной Совы, что никак не повлияло на структуру картины.

### Участие Мура и Гиббонса
Поначалу, ещё когда права на экранизацию «Хранителей» были у 20th Century Fox, сценарист комикса Алан Мур был рад тому, что его работу экранизируют. В 1987 году он рассказал в интервью о том, как сценарист Сэм Хэмм приезжал к нему в гости в Нортгемптон. При общении с Хэммом у Мура сложилось впечатление, что тот напишет сценарий, идеально передающий дух комикса. В конечном итоге Хэмм значительно изменил сюжет, убрал все упоминания команды Ополченцев и переписал концовку: Адриан Вейдт в ней умирает, а Доктор Манхэттен отправляется в прошлое и предотвращает облучение Джона Остермана радиацией, в результате чего супергерои так и не появляются, а остальные персонажи оказываются в реальном мире. В интервью журналисту Variety Дэнни Грейдону, когда Warner Bros. впервые купила права, Мур изменил своё мнение и был категорически против адаптации своей работы. Ему, в отличие от других, комикс не казался кинематографичным. Когда к нему за советом пришёл Терри Гиллиам, Мур ответил ему, что, на его взгляд, «этот комикс невозможно экранизировать». «Я его создавал для того, чтобы показать параллели между кинематографом и комиксами, которые имеют место, но, на мой взгляд, довольно заурядны. Задача моей работы была в том, чтобы в комиксе продемонстрировать то, что невозможно показать в кино», — объяснил автор.
В декабре 2001 года Мур более подробно объяснил свою позицию. По его словам, читатель комикса имеет возможность перелистывать страницы назад, чтобы лучше понять сюжет и историю персонажей, тогда как при просмотре фильма он воспринимает сюжет в линейной последовательности. Его недовольство усилилось после выхода в 2003 году фильма «Лига выдающихся джентльменов», основанного на другой его работе. Мур вознамерился все положенные ему деньги с проката «Хранителей» передать художнику Дэйву Гиббонсу. По мнению Мура, сценарий Хейтера оказался наиболее близок к замыслу оригинала, но при этом автор заявил, что не собирается смотреть фильм, когда тот выйдет. «Моя книга — это комикс. Не фильм, не роман. Комикс. Он сделан определённым образом и предназначен для чтения определённым образом: в кресле у камина, с чашкой дымящегося кофе», — сказал Мур.
В ноябре 2006 года Снайдер сказал, что собирается поговорить с Муром перед началом съёмок, но тот зарёкся иметь дело с кинематографом и телевидением из-за личной неприязни к экранизации своего комикса «V — значит вендетта». Мур подписал соглашение, согласно которому его имя не будет указано в титрах, а все причитающиеся ему роялти получит Гиббонс. Перед началом съёмок Снайдер сказал: «[Я] полностью уважаю его пожелания не иметь ничего общего с этим фильмом». Мур также остался недоволен выбором режиссёра, заявив, что с экранизацией «300 спартанцев» у него «проблем выше крыши», хотя он её даже не смотрел, но слышал, что версию Снайдера называли расистской, гомофобной и «чрезвычайно тупой».
В одном из ранних интервью, данных журналисту Entertainment Weekly Дэну Такеру, Гиббонс говорил, что по его мнению, время снимать «Хранителей» уже прошло. Идеальным периодом для этого художник считал конец 1980-х годов, когда вышел успешный фильм «Бэтмен» (1989). По прошествии времени уже в интервью журналу Neon Гиббонс сказал, что он «рад тому, что фильм будет отступать от первоисточника». По его мнению, было бы лучшим решением снимать по комиксу сериал в стиле сериала «Заключённый». Когда ему предоставилась возможность прочесть сценарий Алекса Тсе, Гиббонсу он очень понравился. Гиббонс дал Снайдеру несколько советов по поводу сценария, к которым режиссёр отнёсся с пониманием. Художник нарисовал тизер-постер к фильму, контролировал производство мерчендайза и веб-комикса, продвигал картину вместе со Снайдером и написал книгу о создании первоисточника под названием Watching the Watchmen. Мур не был против деятельности Гиббонса и считал, что она никак не повлияет на их дружбу. По просьбе Снайдера Гиббонс создал раскадровку для альтернативной концовки фильма, над которой также поработал колорист Джон Хиггинс. Кроме того, Гиббонс считал, что просмотр фильма на DVD сможет передать опыт от пролистывания книги, поскольку зритель имеет возможность поставить его на паузу или промотать, чтобы внимательнее рассмотреть все детали.

### Судебный процесс
14 февраля 2008 года 20th Century Fox подала в суд на Warner Bros., обвинив её в нарушении авторских прав на экранизацию «Хранителей». Студия считала себя владельцем прав на производство или как минимум на дистрибуцию картины вне зависимости от того, сколько компаний над ней работало, и пыталась помешать её выходу в прокат. По словам Warner Bros., это была не первая попытка Fox судиться с другими студиями по этой причине. Fox утверждала, что в 1991 году с Гордоном был заключён договор, согласно которому продюсер получил часть прав, но у компании, несмотря на закрытие проекта три года спустя, осталась возможность прокатывать фильм, производить сиквелы и получать долю прибыли в случае перехода проекта к другой студии. Подразумевалось также, что Гордон не будет иметь полного контроля над правами до тех пор, пока студии не возместят затраты на разработку — $ 1 млн по данным самой Fox. Студия также указывала на наличие в их с продюсером соглашении пункта о «заменённых элементах», означающего, что в случае замены Гордоном какого-либо важного для производства человека у неё будет право голоса при выборе нового кандидата; Гордон, по словам представителей компании, не уведомил их о назначении Снайдера на пост режиссёра в 2005 году.
Fox утверждала, что в 2005 году уже связывалась с Warner Bros., заявляя о нарушении заключённых с Гордоном договоров. Warner Bros. же ни об одной из этих сделок не знала. Warner Bros. также отмечала, что договор 1994 года не касался вопросов дистрибуции и позволял Гордону передать ей все необходимые права на проект. В августе 2008 года студия подала ходатайство о прекращении дела, но суд его отклонил. В декабре Левин в открытом письме заявил, что в 2005 году предлагал снять фильм как Warner Bros., так и Fox. Последняя от этой возможности отказалась, а её руководители во внутрикорпоративной переписке называли сценарий Хейтера «одним из самых невразумительных кусков дерьма, которые они читали за последние годы».
На судебном заседании 24 декабря 2008 года судья Гэри А. Фисс удовлетворил иск 20th Century Fox. Адвокат студии заявил, что она будет добиваться переноса премьеры «Хранителей». 15 января 2009 года студии всё-таки пришли к соглашению: Fox получит процент от кассовых сборов, но от претензий на права откажется. Компания получила компенсацию в размере $ 10 млн за разработку и судебные издержки, а её доля от сборов увеличилась с 5 % до 8,5 %.